# ماریو فیگیرا فرناندس
ماریو فیگِیرا فرناندس (پرتغالی: Mário Figueira Fernandes؛ زادهٔ ۱۹ سپتامبر ۱۹۹۰) بازیکن فوتبال اهل برزیل با تابعیت روسیه است.او سابقه بازی برای تیم ملی روسیه را نیز در کارنامه دارد.
از باشگاه‌هایی که در آن بازی کرده‌است، می‌توان به گرمیو و زسکا مسکو اشاره کرد.